# Timouria
Timouria Roshev., 1916 è un genere di piante erbacee o arbustive della famiglia delle Poacee. È l'unico genere della sottotribù denominata provvisoriamente "Stipeae (Clade IV B)".

## Etimologia
Il nome scientifico del genere è stato dato in onore di Timour (1336-1405), altrimenti noto come Tamerlano, Re tataro dell'Uzbekistan. Il nome è stato definito dal botanico russo, specialista agrostologo Roman Julievich Roshevitz (1882-1949) nella pubblicazione "Fl. Aziatsk. Ross. 2: 173, pl. 12 (1916)" del 1916.

## Descrizione

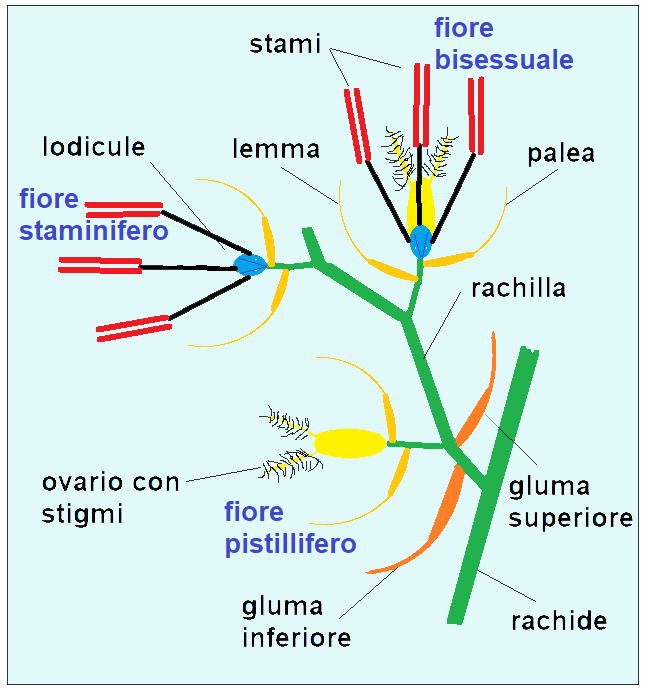
Spighetta generica con tre fiori diversi

- Il portamento di queste specie è cespitoso perenne con corti rizomi. I culmi sono eretti, cavi a sezione più o meno rotonda. In alcune specie i culmi sono robusti e sono alti fino a 2 metri. In queste piante non sono presenti i micropeli.[1][4][5][6][7][8][9][10]
- Le foglie lungo il culmo sono disposte in modo alterno, sono distiche e si originano dai vari nodi. Sono composte da una guaina, una ligula e una lamina. Le venature sono parallelinervie. Non sono presenti i pseudopiccioli e, nell'epidermide delle foglia, le papille. Sono presenti anche foglie basali.

- Guaina: la guaina è abbracciante il fusto e priva di auricole.
- Ligula: la ligula è membranosa e a volte è cigliata.
- Lamina: la lamina ha delle forme generalmente da filiformi a lineari, piatte o convolute, e a consistenza setosa.

- Infiorescenza principale (sinfiorescenza o semplicemente spiga): le infiorescenze, ascellari e terminali, in genere non sono ramificate e sono formate da spighette solitarie ed hanno la forma di una pannocchia contratta. La fillotassi dell'inflorescenza inizialmente è a due livelli, anche se le successive ramificazioni la fa apparire a spirale.
- Infiorescenza secondaria (o spighetta): le spighette, pedicellate e con forme da lanceolate a affusolate, sottese da due brattee distiche e strettamente sovrapposte chiamate glume (inferiore e superiore), sono formate da un fiore. Alla base di ogni fiore sono presenti due brattee: la palea e il lemma. La disarticolazione avviene con la rottura della rachilla tra i fiori o sopra le glume persistenti. La rachilla è priva di estensione.

- Glume: le glume, persistenti, hanno tre venature longitudinali; sono più o meno uguali tra di loro e superano il fiore.
- Plaea: la palea è un profillo con due venature e superficie pubescente; è inoltre cigliata.
- Lemma: il lemma, dalle forme ellittiche, è corto con i margini sovrapposti e apice privo di ciglia; è densamente pubescente. Lunghezza; 3 - 4 mm.

- I fiori fertili sono attinomorfi formati da 3 verticilli: perianzio ridotto, androceo  e gineceo.

- Formula fiorale. Per la famiglia di queste piante viene indicata la seguente formula fiorale:

- , P 2, A (1-)3(-6), G (2–3) supero, cariosside.

- Il perianzio è ridotto e formato da tre lodicule, delle squame traslucide, poco visibili (forse relitto di un verticillo di 3 sepali). Le lodicule sono membranose e non vascolarizzate.

- L'androceo è composto da 3 stami ognuno con un breve filamento libero, una antera sagittata e due teche. Le antere sono basifisse con deiscenza laterale. Il polline è monoporato.

- Il gineceo è composto da 3-(2) carpelli connati formanti un ovario supero. L'ovario, glabro, ha un solo loculo con un solo ovulo subapicale (o quasi basale). L'ovulo è anfitropo e semianatropo e tenuinucellato o crassinucellato. Lo stilo, breve, è unico con due stigmi papillosi e distinti.

- I frutti sono del tipo cariosside, ossia sono dei piccoli chicchi indeiscenti, con forme ovoidali, nei quali il pericarpo è formato da una sottile parete che circonda il singolo seme. In particolare il pericarpo è fuso al seme ed è aderente. L'endocarpo non è indurito e l'ilo è lungo e lineare. L'embrione è piccolo e provvisto di epiblasto ha un solo cotiledone altamente modificato (scutello senza fessura) in posizione laterale. I margini embrionali della foglia non si sovrappongono.

## Biologia
Come gran parte delle Poaceae, le specie di questo genere si riproducono per impollinazione anemogama. Gli stigmi più o meno piumosi sono una caratteristica importante per catturare meglio il polline aereo. 
La dispersione dei semi avviene inizialmente a opera del vento (dispersione anemocora) e una volta giunti a terra grazie all'azione di insetti come le formiche (mirmecoria).

## Distribuzione e habitat
La distribuzione del genere è relativa all'Asia centrale dalla Mongolia alla Cina.

## Tassonomia
La famiglia delle Poacee comprende circa 800 generi e oltre 9.000 specie. È una delle famiglie più numerose e più importanti del gruppo delle monocotiledoni. La famiglia è suddivisa in 12 sottofamiglie, questo generefa parte della sottofamiglia Pooideae, tribù Stipeae.

### Specie
Il genere comprende le seguenti specie:
- Timouria conferta (Poir.) Sennikov
- Timouria saposhnikowii Roshev.

### Filogenesi
Questo genere forma un clade, o sottotribù, denominata provvisoriamente "Stipeae (Clade IV B)", e insieme ad altri 6 cladi forma la tribù Stipeae Dumort.. La tribù Stipeae fa parte della supertribù Stipodae L. Liu, 1980. La supertribù Stipodae è il quarto nodo della sottofamiglia Pooideae ad essersi evoluto (gli altri tre sono la tribù Brachyelytreae, e le supertribù Nardodae e Melicodae).